# Lindowmanden
Lindowmanden, også kendt som Lindow II (på engelsk Lindow Man og som Pete Marsh for sjov, da det i udtale lyder som peat marsh, der betyder tørvemose), er et moselig af en mand, der blev opdaget i mosen Lindow Moss nær Wilmslow i Cheshire, North West England. Resterne blev fundet den 1. august 1984 af tørvegravere. Lindowmanden er ikke det eneste moselig, der er blevet fundet i mosen; Lindowkvinden blev fundet året før, og der er også blevet fundet andre legemsdele. Fundet bliver beskrevet som "et af de vigtigste arkæologiske fund i 1980'erne" og skabte stor medieomtale. Det pustede liv i forskning i britiske moselig, der siden var blevet negligeret.
Datering af lige har vist sig at være vanskeligt, men man antager at han blev lagt i mosen med ansigtet nedad på et tidspunkt mellem år 2 f.v.t. og år 119 e.v.t i enten jernalderen eller Romersk Britannien. På dødstidspunktet var Lindowmanden en sund mand i midten af 20'erne, og kan have været af høj social status, da hans krop kun viser få tegn på at have udført hårdt fysisk arbejde i sin levetid. Der har været debat over dødsårsagen; hans død var voldsom og muligvis en del af et ritual. Efter et sidste måltid bestående af forkullet brød blev Lindowmanden stranguleret og slået hårdt i hovedet, hvorefter hans strube blev skåret over.
Liget er blevet konserveret ved frysetørring, og er permanent udstillet på British Museum, selvom det nogle gange er blevet transporteret til andre steder som bl.a. Manchester Museum.